# Марина (Підляське воєводство)
Марина (пол. Maryna) — село в Польщі, у гміні Бакалажево Сувальського повіту Підляського воєводства.
Населення — 56 осіб (2011).
У 1975-1998 роках село належало до Сувальського воєводства.

## Демографія
Демографічна структура станом на 31 березня 2011 року:
|          | Загалом | Допрацездатний вік | Працездатний вік | Постпрацездатний вік |
| -------- | ------- | ------------------ | ---------------- | -------------------- |
| Чоловіки | 30      | 3                  | 26               | 1                    |
| Жінки    | 26      | 5                  | 16               | 5                    |
| Разом    | 56      | 8                  | 42               | 6                    |